# 法蘭西斯科·羅西
法蘭西斯科·羅西（義大利語：Francesco Rosi，1922年11月15日—2015年1月10日），意大利電影製片人、編劇兼戲劇導演。憑藉電影《馬蒂事件》獲得第25屆坎城影展金棕櫚獎。羅西的電影，尤其是1960年代和1970年代的電影，常常帶有政治訊息。執導直到1997年，最後一部電影《休戰》是根據普里莫·萊維的回憶錄所改編。2008年，他的13部電影在第58屆柏林影展上放映，並獲得了終身成就榮譽金熊獎。2012年，第69屆威尼斯影展授予羅西榮譽金獅獎。

## 作品
導演
- 1958年：《挑戰（義大利語：La sfida (film)）》（La sfida）
- 1959年：《馬利亞里》（I magliari）
- 1962年：《龍頭之死（義大利語：Salvatore Giuliano (film)）》（Salvatore Giuliano）
- 1963年：《操縱城市的手》（Le mani sulla città）
- 1965年：《真實時刻》（Il momento della verità）
- 1967年：《西部往事（義大利語：C'era una volta (film 1967)）》（C'era una volta）
- 1970年：《寸土必爭》（Uomini contro）
- 1972年：《馬蒂事件》（Il caso Mattei）
- 1973年：《教父之祖》（Lucky Luciano）
- 1976年：《死因可疑（義大利語：Cadaveri eccellenti (film)）》（Cadaveri eccellenti）
- 1979年：《基督停留在埃博利（義大利語：Cristo si è fermato a Eboli (film)）》（Cristo si è fermato a Eboli）
- 1981年：《三兄弟（義大利語：Tre fratelli (film 1981)）》（Tre fratelli）
- 1984年：《卡門（義大利語：Carmen (film 1984)）》（Carmen）
- 1987年：《預知死亡紀事（義大利語：Cronaca di una morte annunciata (film)）》（Cronaca di una morte annunciata）
- 1989年：《義大利十二導演与十二城市》（12 registi per 12 città；多段式紀錄片）
- 1990年：《忘卻巴勒莫（義大利語：Dimenticare Palermo (film)）》（Dimenticare Palermo）
- 1992年：《那不勒斯人日記》（Diario napoletano）
- 1997年：《休戰（義大利語：La tregua (film 1997)）》（La tregua）

## 伸延閱讀
- Testa, C. (ed.) (1996), Poet of Civic Courage: The Films of Francesco Rosi, Greenwood Press, ISBN 0275958000
- Gieri, M. (1996), "Hands Over the City: Cinema as Political Indictment and Social Commitment" (in Testa, 1996)
- "58th Berlinale – Homage 2008 Francesco Rosi 的存檔，存档日期2007-07-18." at the 58th Berlinale
- "Uncensured Ballet: revisiting Francesco Rosi’s film, Il momento della verità （页面存档备份，存于）" 2015 feature article at ArtsEditor.com
- Annarita Curcio, Salvatore Giuliano: una parabola storica,   （页面存档备份，存于）

## 外部連結
- Q&A with Rosi （页面存档备份，存于） from The Hollywood Reporter
- Biography of Francesco Rosi （页面存档备份，存于） from Senses of Cinema
- 法蘭西斯科·羅西在互联网电影资料库（IMDb）上的資料（英文）
- Literature on Francesco Rosi （页面存档备份，存于）
- Francesco Rosi, 1922–2015 （页面存档备份，存于） – obituary at BFI
- ROSI, Francesco （页面存档备份，存于） at treccani.it Film Encyclopedia (2004) (with Bibliography) （義大利語）